# Compsodrillia acestra
Compsodrillia acestra is een slakkensoort uit de familie van de Pseudomelatomidae. De wetenschappelijke naam van de soort is voor het eerst geldig gepubliceerd in 1889 door Dall.